# Татаренко Леонід Сергійович
Леоні́д Сергі́йович Тата́ренко (10 червня 1930 , Тростянець, Харківська округа  — 17 грудня 1999 , Київ ) — український поет, з 1956 — член НСПУ, лауреат премії ім. М. Островського 1979 року — за поетичний цикл «Комсомольці в 2000-му позаздрять нам» і поему «Грім з Путивля».

## Біографія
Народився 10 червня 1930 року в місті Тростянець, тепер Сумська область, Україна. 1953 року закінчив Харківський гірничий інститут.
Працював у Київському науково-дослідному технологічному інституті. З 1950 року він почав друкуватися в харківській обласній газеті «Червоний прапор», пізніше з'явилися його твори в журналах «Зміна» і «Радянська Україна», збірниках, газетах і журналах України. З 1956 року Л. С. Татаренко — член Спілки письменників України.
Писав російською та українською мовами. Автор поетичних збірок та книг пісень —
- 1955 — «Лісові джерела»,
- 1957 — «Кетяги горобини»,
- 1962 — «Червона земля»,
- 1963 — «Синє дерево»,
- 1964 — «Сонячний капіж»,
- 1966 — «Атоміум»,
- 1967 — «Їм сімнадцять, навічно сімнадцять»,
- 1968 — «Сторіччя неспокійного сонця»,
- 1969 — «Безсмертник та незабудка»,
- 1972 — «Земляни»,
- 1974 — «На братському полі»,
- 1975 — «Корчагінська вахта»,
- 1977 — «Високе небо»,
- 1979 — «Формула світла»,
- 1980 — «Земля Ярославни»,
- 1981 — «Криниця»,
- 1990 — «Горицвіт»,
- 1990 — «Дочки річки Боромлі».

За мотивами поем Л.Татаренка композитори створили опери:
- «Грім з Путивля» (про загін Сидора Ковпака) — Вадим Ільїн,
- «Чотири Ганни» — (зв'язкові, спалені у своїх хатах) — Олександр Левкович.

Написав поему «Наречена» — пам'яті Героя Радянського Союзу Марії Кисляк, повішеної нацистами в фаті.
Є автором лібрето до дитячої опери Олександра Білаша «Пригоди Буратіно».
На його вірші писали пісні Анатолій Горчинський, Олександр Злотник, Г. Подільський.
Був постійним дописувачем «Правди України», завдяки і його зусиллям започатковано фестиваль «Боромля».
| Червону троянду сьогодні віддам я, Це ж найдорожчий дарунок тобі. Червона троянда – це квітка кохання, Це спомин про зустріч, що в серці моїм. |
- 1955 — перша книжечка творів,
- 1969 — «Безмертник і незабудка»,
- 1970 — «Вибрана лірика», «Молода гвардія»,
- 1972 — «Земляни», «Радянський письменник»,
- 1974 — «На братському полі», «Радянський письменник»,
- 1977 — «Міст через Дунай», «Дніпро», Відвідав ряд зарубіжних країн, де зустрічався зі студентами, письменниками, оглядав пам'ятки.

Інформація щодо Л. С. Татаренка, як видатного вихованця Харківського гірничого інституту наведена у книзі щодо історії Харківсько національного університету радіоелектроники (ХНУРЕ).
Леонід Татаренко завжди з задоволенням підписував свої поетичні збірки та фотографії особистостям, з якими він контактував та листувався.

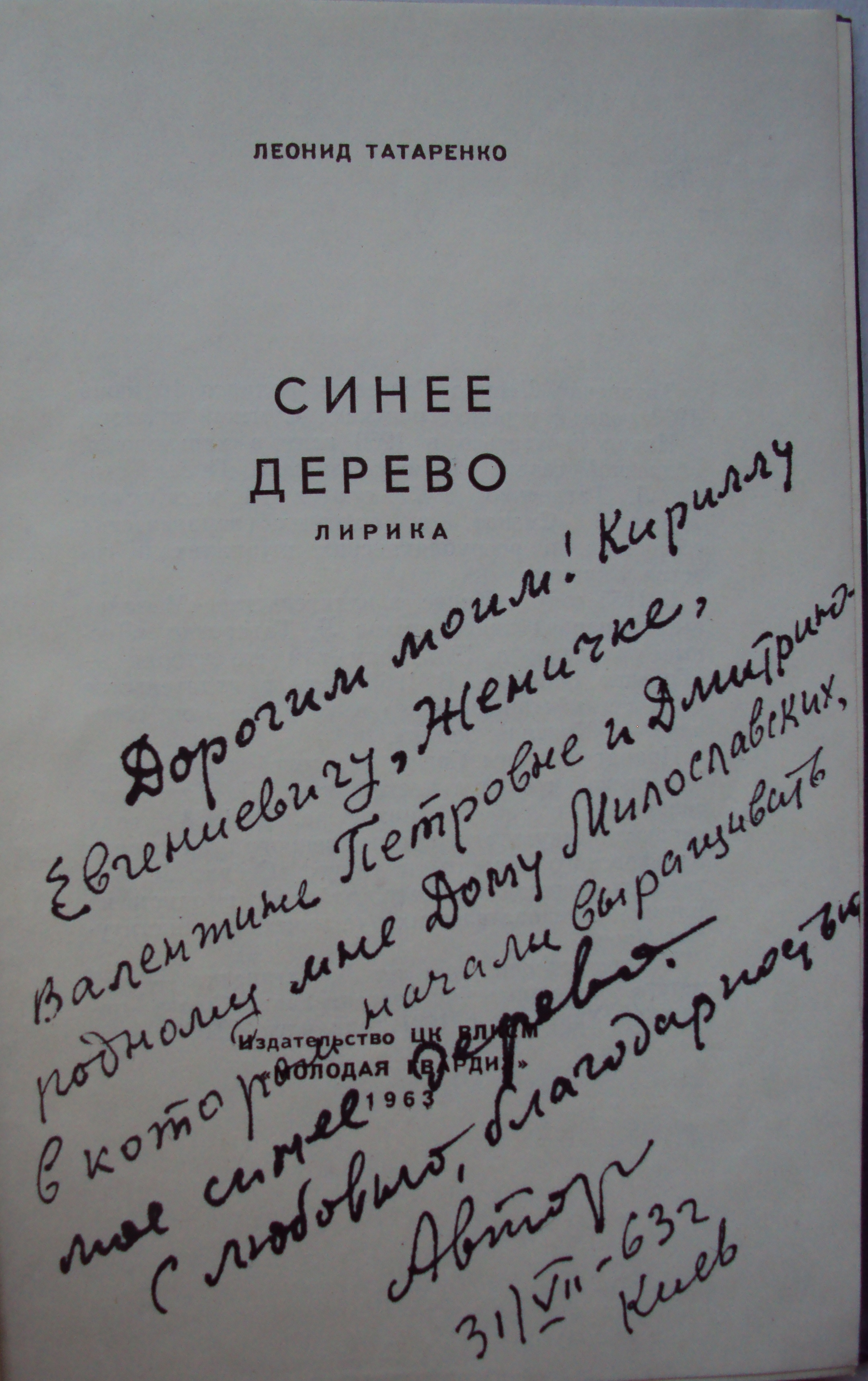
Книга Леоніда. Татаренка «Синє дерево»(1963) з дарчим написом родині Милославських.

Л. С. Татаренко — почесний житель міста Тростянець, його ім'я носить вулиця у Тростянці, життю і творчості присвячений окремий зал Тростянецького краєзнавчого музею. Похований Л. С. Татаренко на Берковецькому кладовищі у Києві